# Вапски езера
Вапските или Вапешките езера са две езера в Централна Рила, разположени северно от курорта Семково и хижа Семково, южно от връх Вапа (2528 m) и западно от Среден връх (2531 m).
Езерата се намират едно под друго, като по-голямото от двете е на 2268 m н.в., на 42°05′03″ с. ш. 23°31′01″ и. д. / 42.084167° с. ш. 23.516944° и. д., има продълговата, бъбрековидна форма и заема площ от 26,2 декара, а по-малкото езеро (42°04′51″ с. ш. 23°31′12″ и. д. / 42.080833° с. ш. 23.52° и. д.) е с почти кръгла форма, на 2234 метра, а водната му повърхност обхваща 2,8 декара. Склоновете им са обрасли с клек, а бреговете им са стръмни и скалисти. Езерата дават началото на река Вапата, явяваща се една от съставящите реки на Белишка река (десен приток на Места).